# 纪念张

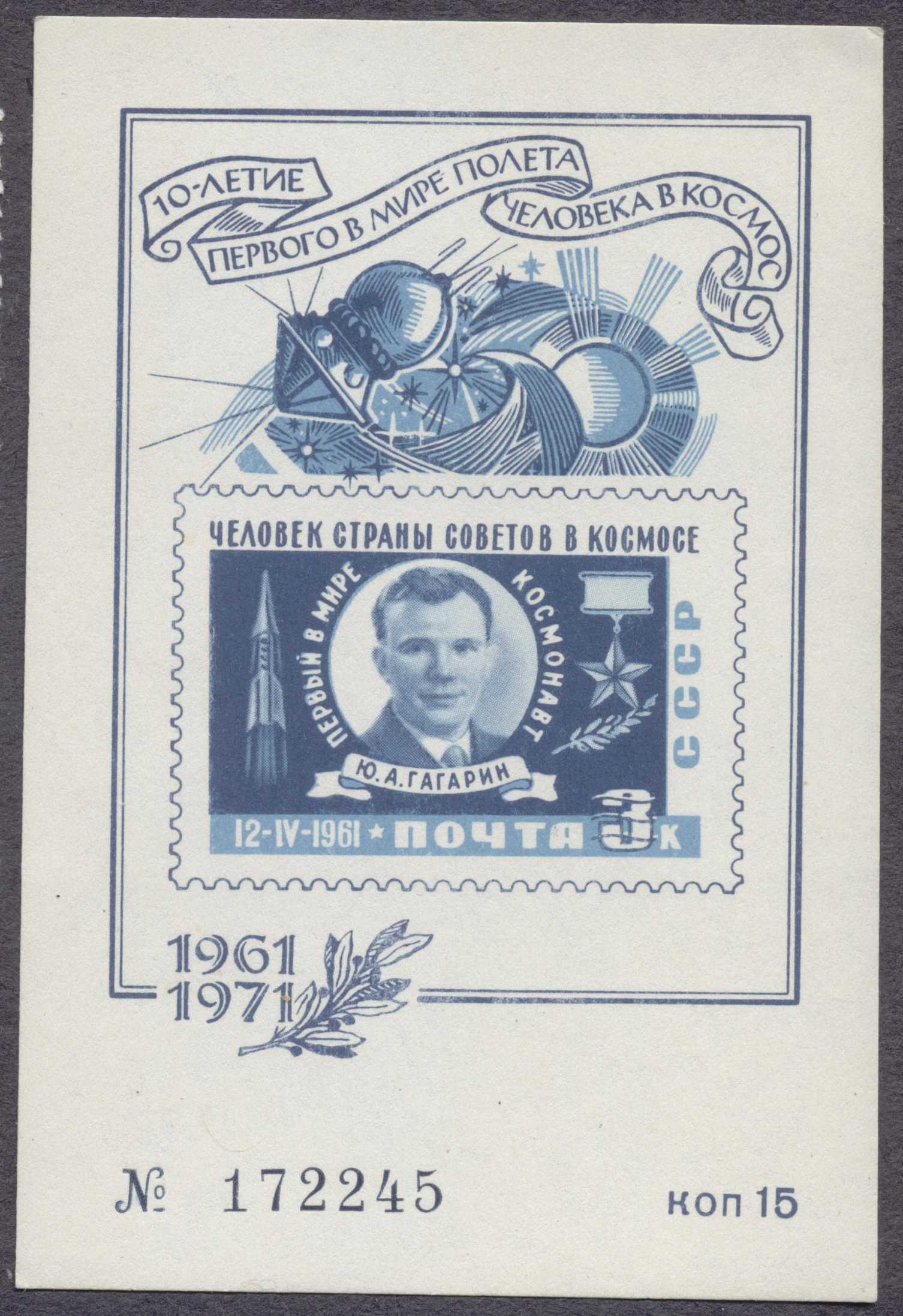
苏联发行的纪念人类首次载人航天10周年纪念张，面值“3К”（3戈比）被加上波浪线，以表示并非邮资凭证。

纪念张是为纪念某个事件或人物而印制的一种形似小型张邮票的印刷品，并不作为合法邮资凭证使用。部分小型张会模仿邮票的形式，带有齿孔等邮票的元素，有的甚至直接仿印正式发行的邮票。为了与邮票有所区别，仿印邮票小型张一般会对票面按比例放大或缩小，或是在面值上划线，以避免被用作邮资支付凭证。